# 가미하사미정
가미하사미정(上波佐見町)은 나가사키현 히가시소노기군에 설치되었던 정이다. 현재의 하사미정 북동부에 해당한다.